# Phaedrotoma exserta
Phaedrotoma exserta är en stekelart som först beskrevs av Thomson 1895.  Phaedrotoma exserta ingår i släktet Phaedrotoma, och familjen bracksteklar. Arten är reproducerande i Sverige.